# Selterswasserflasche

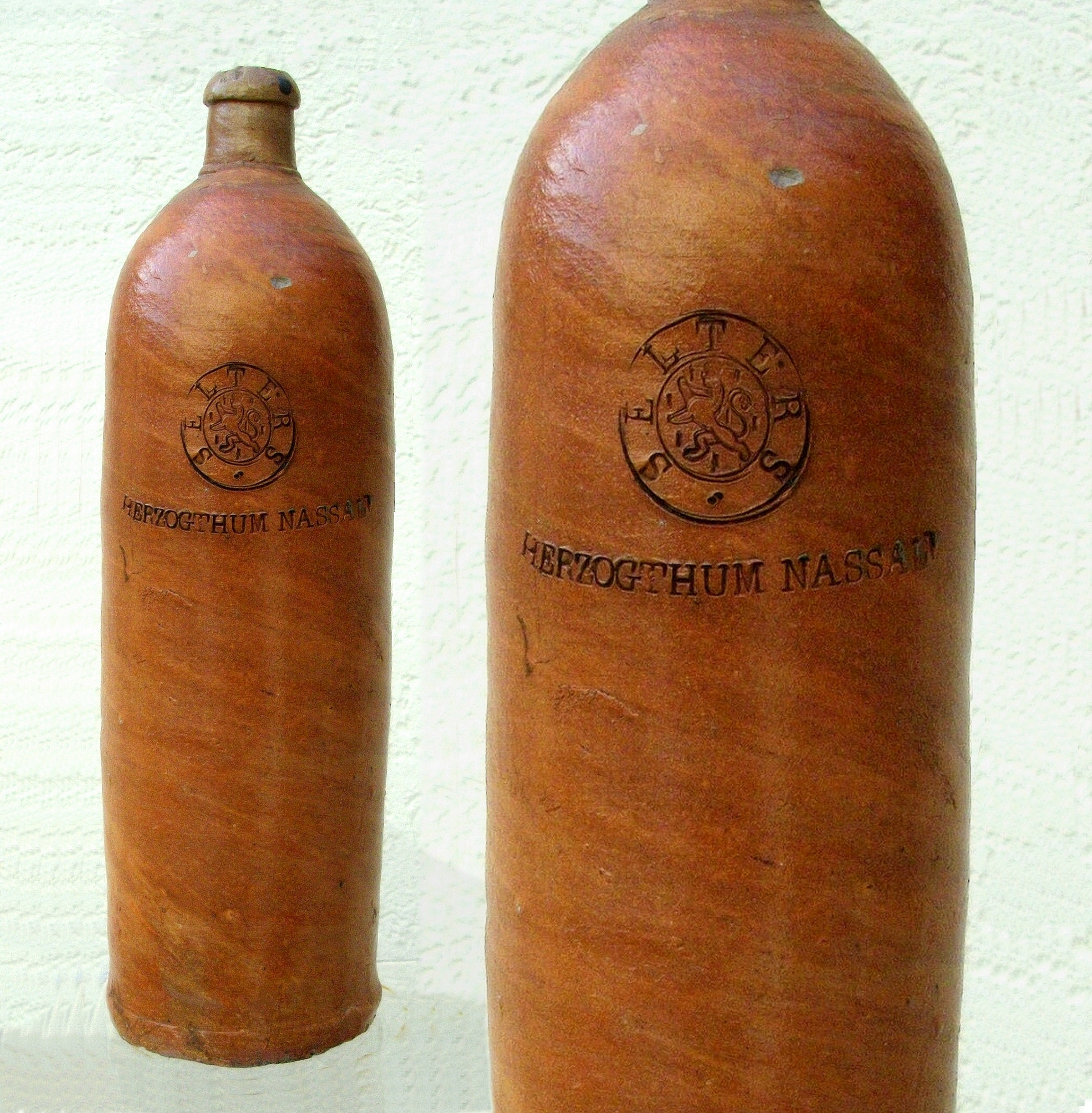
Mineralwasserkrug mit Stempel der Quelle in Niederselters aus dem 19. Jahrhundert

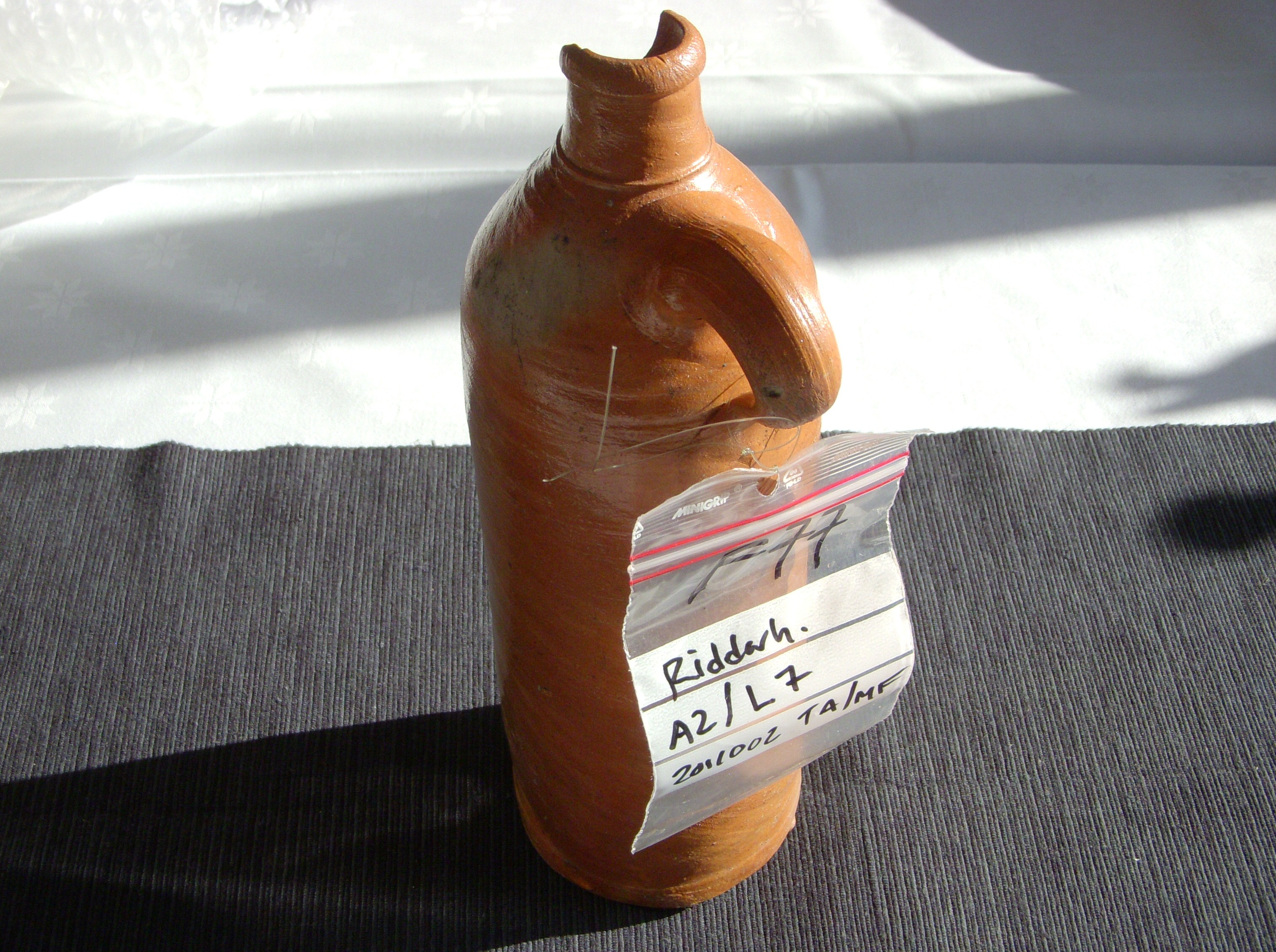
Seltersflasche, gefunden im Oktober 2011 in Stockholm bei Ausgrabungen für die Citybanan

Selterswasserflasche ist ein Fachbegriff für spezielle Krüge aus Steinzeug, die spätestens seit dem 17. Jahrhundert als Behälter für den Handel von Mineralwasser (Selterswasser) hergestellt und benutzt wurden. Obwohl es sich der Form nach um Flaschen handelt, werden sie mitunter auch als Mineralwasserkrüge (bzw. Selterswasserkrüge) bezeichnet, da der Begriff Krug in Schriftquellen des 18. und 19. Jahrhunderts für diese Gefäße verwendet wurde.

## Entwicklung

### Formen und Herstellung
Frühe Exemplare weisen einen eiförmigen Körper und einen so genannten Wellenfuß auf. Im Lauf des 18. Jahrhunderts werden die Krüge schlanker, im 19. Jahrhundert ist der Gefäßkörper glatt und zylindrisch.
Zunächst wurden die Krüge auf der Scheibe getöpfert und glasiert. Nach einem Reisebericht aus dem späten 18. Jahrhundert konnte ein Töpfer an einem Tag etwa 150 bis 175 Stück herstellen. In der Tat wurden sehr große Mengen dieser Gefäße benötigt: Vom Heilbrunnen in Schwalheim ist überliefert, dass im Jahr 1782 11000 Krüge und im Folgejahr 30000 verkauft werden konnten. Im Jahr 1879 wurde die Herstellung mit Einführung der Krugpresse wesentlich effizienter, mit einer Presse ließen sich pro Tag 1500 Rohzylinder für die Gefäßkörper fabrizieren.

### Kennzeichnung
Anfangs trugen die Krüge eine aufgemalte Marke auf der Schulter. Die für spätere Zeiten charakteristischen Stempel mit Brunnennennung treten offenbar erstmals um die Mitte des 18. Jahrhunderts auf. Diese Stempel waren als Beweis für die Herkunft des Wassers aus einer bestimmten Heilquelle wichtig, daher erließen beispielsweise die Trierer Kurfürsten im 18. Jahrhundert ein Verbot, ungefüllte Gefäße mit Marke zu exportieren, damit sie nicht von Betrügern im großen Stil mit „gewöhnlichem“ Wasser befüllt und dieses dann als Heilwasser verkauft werden konnte. Bei manchen Krügen finden sich auch zusätzliche Zeichen oder Buchstaben aufgemalt, die als Herkunftszeichen aus einem bestimmten Töpferbetrieb dienten.

### Ablösung durch Glasflaschen
Im letzten Viertel des 19. Jahrhunderts gewannen Mineralwasserflaschen aus Glas zunehmend an Bedeutung. Kurz nach 1900 waren die Steinzeugflaschen für einige Brunnen kaum noch von Bedeutung. In Ransbach-Baumbach soll ein letzter Betrieb noch bis um 1930 Steinzeugflaschen für Mineralbrunnen produziert haben.

## Herstellungsgebiete
Wasserflaschen aus Steinzeug wurden in unterschiedlichen Regionen angefertigt. Ein Zentrum lag im Kannenbäckerland im Westerwald. Die Mineralwasserbrunnen in der Eifel wurden von Töpfereien aus der Südwesteifel beliefert. Weitere Herstellungsorte lagen im Herstellungsgebiet des Rheinischen Steinzeugs, in Frechen und in Adendorf bei Meckenheim.

## Verwendungsorte
Auch wenn der Name vom besonders prominenten Abfüllort Selters abgeleitet ist, wurden gleichartige Gefäße in unterschiedlichen Brunnenstandorten verwendet. Für das Rheinland ist der Mineralwasserversand in Steinzeugflaschen für zahlreiche Orte belegt, die zum Teil auch noch heute für ihre Quellen bekannt sind (z. B. Aachen, Gerolstein, Heppingen, Hönningen, Roisdorf, Sinzig oder Tönisstein). Die Abfüllorte lassen sich durch die Stempel unterscheiden. Da es wegen des Transportaufwands nicht üblich war, die Flaschen wieder zurückzuschicken, wurden die Selterswasserflaschen nach Gebrauch oft auch einer Zweitverwendung zugeführt, z. B. als Feldflasche oder zur Aufbewahrung von selbst hergestellten Getränken und später häufig weggeworfen. Daher können archäologische Funde auf Handelswege und Fernabsatz von Mineralwasser hinweisen und somit wichtige Informationen zur Wirtschaftsgeschichte liefern.